# Bulgarischer Fußballpokal 2007/08
Der Bulgarischer Fußballpokal 2007/08 war die 68. Austragung des Pokalwettbewerbs im Fußball in Bulgarien. Pokalsieger wurde Litex Lowetsch. Das Team setzte sich im Finale gegen Tscherno More Warna durch. Durch den Sieg qualifizierte sich Litex für den UEFA-Pokal 2008/09.

## Modus
In allen Runden wurden die Begegnungen in einem Spiel entschieden. Bei unentschiedenem Ausgang gab es eine Verlängerung von zweimal 15 Minuten und gegebenenfalls ein Elfmeterschießen.

## Teilnehmer
| A Grupa (16) | B Grupa (28) | B Grupa (28) | W Grupa (4)                                                       |
| --- | --- | --- | ----------------------------------------------------------------- |
| - Belasiza Petritsch - Beroe Stara Sagora - Botew Plowdiw - Lewski Sofia - Litex Lowetsch - Lokomotive Plowdiw - Lokomotive Sofia - Marek Dupniza - Pirin Blagoewgrad - Slawia Sofia - Spartak Warna - Tscherno More Warna - FC Tschernomorez Burgas - Wichren Sandanski - Widima-Rakowski Sewliewo - ZSKA Sofia | 000Gruppe West - Akademik Sofia - Belite Orli Plewen - Etar Weliko Tarnowo - Jantra Gabrowo - Lokomotive Mesdra - Minjor Pernik - PFK Montana - FC Pirin Goze Deltschew - Rilski Sportist Samokow - FK Spartak Plewen - FK Sportist Swoge - Tschawdar Bjala Slatina - FC Tschawdar Etropole - Welbaschd Kjustendil | 000Gruppe Ost - Benkowski Bjala - FK Chaskowo - FC Dunaw Russe - Kaliakra Kawarna - FK Mariza Plowdiw - AKB Minjor Radnewo - PFC Naftex Burgas - PFK Nessebar - Rodopa Smoljan - Panajot Wolow Schumen - OFK Sliwen 2000 - FK Sliwengrad - Spartak Plowdiw - Swetkawiza Targowischte | - FC Bansko - FK Dewnja - Kom-Minyor Draganiza - FK Ljubimez 2007 |

## 1. Runde
Teilnehmer: 4 Drittligisten und alle 28 Zweitligisten.
| Datum      |                              | Ergebnis |                              |
| ---------- | ---------------------------- | -------- | ---------------------------- |
| 12.10.2007 | OFK Sliwen 2000 (II)         | 2:0      | Rodopa Smoljan (II)          |
| 12.10.2007 | Spartak Plowdiw (II)         | 0:1      | Swetkawiza Targowischte (II) |
| 13.10.2007 | Kaliakra Kawarna (II)        | 2:0      | Panajot Wolow Schumen (II)   |
| 13.10.2007 | FK Chaskowo (II)             | 1:2      | FC Tschawdar Etropole (II)   |
| 13.10.2007 | AKB Minjor Radnewo (II)      | 3:1      | Tschawdar Bjala Slatina (II) |
| 13.10.2007 | FK Ljubimez 2007 (III)       | 2:1      | FK Sliwengrad (II)           |
| 13.10.2007 | FK Dewnja (III)              | 0:2      | Jantra Gabrowo (II)          |
| 13.10.2007 | Rilski Sportist Samokow (II) | 0:1      | Minjor Pernik (II)           |
| 13.10.2007 | Etar Weliko Tarnowo (II)     | 3:0      | Belite Orli Plewen (II)      |
| 13.10.2007 | PFK Montana (II)             | 0:1      | PFC Naftex Burgas (II)       |
| 13.10.2007 | Akademik Sofia (II)          | 2:3      | Welbaschd Kjustendil (II)    |
| 13.10.2007 | Kom-Minyor Draganiza (III)   | 1:4      | Lokomotive Mesdra (II)       |
| 13.10.2007 | FK Spartak Plewen (II)       | 0:2      | FC Dunaw Russe (II)          |
| 13.10.2007 | FC Bansko (III)              | 3:1      | FC Pirin Goze Deltschew (II) |
| 13.10.2007 | FK Mariza Plowdiw (II)       | 0:1      | FK Sportist Swoge (II)       |
| 13.10.2007 | Benkowski Bjala (II)         | 3:0      | PFK Nessebar (II)            |

## 2. Runde
Teilnehmer: Die 16 Sieger der 1. Runde und die 16 Erstligisten.
| Datum      |                              | Ergebnis              |                              |
| ---------- | ---------------------------- | --------------------- | ---------------------------- |
| 31.10.2007 | FK Ljubimez 2007 (III)       | 0:2                   | FC Tschernomorez Burgas (I)  |
| 31.10.2007 | Lokomotive Plowdiw (I)       | 1:0                   | ZSKA Sofia (I)               |
| 31.10.2007 | FC Bansko (III)              | 0:0 n. V. (5:4 i. E.) | Jantra Gabrowo (II)          |
| 31.10.2007 | Swetkawiza Targowischte (II) | 0:1 n. V.             | Tscherno More Warna (I)      |
| 31.10.2007 | OFK Sliwen 2000 (II)         | 2:2 n. V. (6:7 i. E.) | Spartak Warna (I)            |
| 31.10.2007 | PFC Naftex Burgas (II)       | 0:1                   | Botew Plowdiw (I)            |
| 31.10.2007 | Welbaschd Kjustendil (II)    | 0:2                   | Litex Lowetsch (I)           |
| 31.10.2007 | Kaliakra Kawarna (II)        | 4:1                   | Etar Weliko Tarnowo (II)     |
| 31.10.2007 | Minjor Pernik (II)           | 2:1                   | Belasiza Petritsch (I)       |
| 31.10.2007 | FC Tschawdar Etropole (II)   | 1:1 n. V. (5:3 i. E.) | Marek Dupniza (I)            |
| 31.10.2007 | FK Sportist Swoge (II)       | 1:0                   | FC Dunaw Russe (II)          |
| 31.10.2007 | Lokomotive Mesdra (II)       | 1:2 n. V.             | Lewski Sofia (I)             |
| 31.10.2007 | Pirin Blagoewgrad (I)        | 0:0 n. V. (5:4 i. E.) | Widima-Rakowski Sewliewo (I) |
| 31.10.2007 | Benkowski Bjala (II)         | 0:2                   | Slawia Sofia (I)             |
| 31.10.2007 | Beroe Stara Sagora (I)       | 0:3                   | Wichren Sandanski (I)        |
| 31.10.2007 | AKB Minjor Radnewo (II)      | 0:1                   | Lokomotive Sofia (I)         |

## Achtelfinale
| Datum      |                             | Ergebnis |                         |
| ---------- | --------------------------- | -------- | ----------------------- |
| 05.12.2007 | Litex Lowetsch (I)          | 3:0      | Wichren Sandanski (I)   |
| 12.12.2007 | FC Tschawdar Etropole (II)  | 0:2      | Kaliakra Kawarna (II)   |
| 12.12.2007 | FK Sportist Swoge (II)      | 1:4      | Lokomotive Plowdiw (I)  |
| 12.12.2007 | Lokomotive Sofia (I)        | 1:0      | Spartak Warna (I)       |
| 12.12.2007 | FC Bansko (III)             | 2:6      | Tscherno More Warna (I) |
| 12.12.2007 | Minjor Pernik (II)          | 0:1      | Pirin Blagoewgrad (I)   |
| 12.12.2007 | FC Tschernomorez Burgas (I) | 0:2      | Lewski Sofia (I)        |
| 12.12.2007 | Botew Plowdiw (I)           | 4:2      | Slawia Sofia (I)        |

## Viertelfinale
| Datum      |                         | Ergebnis              |                        |
| ---------- | ----------------------- | --------------------- | ---------------------- |
| 12.03.2008 | Litex Lowetsch (I)      | 0:0 n. V. (4:3 i. E.) | Lewski Sofia (I)       |
| 12.03.2008 | Lokomotive Sofia (I)    | 0:2                   | Botew Plowdiw (I)      |
| 12.03.2008 | Kaliakra Kawarna (II)   | 3:1                   | Lokomotive Plowdiw (I) |
| 12.03.2008 | Tscherno More Warna (I) | 1:0                   | Pirin Blagoewgrad (I)  |

## Halbfinale
| Datum      |                       | Ergebnis |                         |
| ---------- | --------------------- | -------- | ----------------------- |
| 16.04.2008 | Kaliakra Kawarna (II) | 1:3      | Tscherno More Warna (I) |
| 16.04.2008 | Litex Lowetsch (I)    | 4:2      | Botew Plowdiw (I)       |

## Finale
| Paarung             | Tscherno More Warna – Litex Lowetsch |
| Ergebnis            | 0:1 (0:0) |
| Datum               | 14. Mai 2008 |
| Stadion             | Wassil-Lewski-Stadion, Sofia |
| Zuschauer           | 2.040 |
| Schiedsrichter      | Nikolaj Jordanow |
| Tore                | 0:1 Stanislaw Manolew (58.) |
| Tscherno More Warna | Karamfil Iltschew – Michail Lasarow, Peris, Aleksandar Aleksandrow, Nikolaj Domakinow, Aleksandar Tomasch – Stanislaw Stojanow (66. Kiril Dschorow), Ricardo André, Daniel Georgiew (63. Tigran Gharabaghzjan) – Alexandar Alexandrow – Miroslaw Manolow Cheftrainer: Nikola Spassow |
| Litex Lowetsch      | Todor Todorow – Stanislaw Manolew, Cédric Cambon, Plamen Nikolow, Michail Wenkow – Nebojša Jelenković , Stanislaw Gentschew, Tom (88. Dudu Paraíba), Sandrinho – Iwelin Popow (90. Emil Angelow), Krum Bibischkow Cheftrainer: Miodrag Ješić                                         |
| Gelbe Karten        | Ricardo André, Miroslaw Manolow – Stanislaw Manolew |